# Ermita de Sant Baldiri (Cadaqués)
Ermita de Sant Baldiri és una església del municipi de Cadaqués (Alt Empordà) inclosa en l'Inventari del Patrimoni Arquitectònic de Catalunya.

## Descripció
Situada al camí que porta de Cadaqués a Portlligat.
L'església és d'una sola nau amb la capçalera semicircular. L'interior està cobert per volta de canó sostinguda per arcs de mig punt i d'aresta sostinguda per pilastres als murs. L'absis està cobert amb volta de quart d'esfera al presbiteri. Als laterals de l'altar major hi ha petits altars dedicats a Sant Abdó i Sant Senén. A l'exterior, una galilea sostinguda per un arc escarser protegeix l'entrada. La portalada, d'arc de mig punt adovellada, té la data de 1702 gravada a la clau de l'arc. Està flanquejada per dues obertures enreixades que permeten la visió de l'altar. Per la part posterior, la galilea s'enlaira el frontis amb un òcul motllurat que culmina amb el campanar d'espadanya d'un arc. El contorn superior de la façana queda emmarcat per una motllura. En els murs laterals hi ha contraforts coronats per pinacles rematats per esferes de terracuita amb decoració de fullatge en relleu. A migdia presenta finestres d'arc de mig punt, de doble esqueixada. Les imatges i l'escàs mobiliari són moderns.

## Història
L'església avui dedicada a Sant Baldiri ho era originàriament a Sant Abdó i Sant Senén als quals encara s'hi ret un culte secundari.
Els habitants de Cadaqués hagueren de deixar d'acudir a Sant Baldiri de Taballera en haver aconseguit la independència municipal la vila del Port de la Selva (any 1787), de la qual passaren a dependre els masos de la muntanya de Sant Baldiri amb la seva església.
Aleshores instauraren aquesta devoció a la capella de Portlligat dels sants Abdó i Senén.
L'ermita havia estat bastida, com l'església parroquial i altres santuaris del terme i del litoral, gràcies a l'esforç comunal dels pescadors amb les anomenades "penes de peix" i àdhuc pescant en dies reservats. Consta que l'any 1699 es dona part de la perca per cada cala per a la construcció de la capella de Portlligat que havia de gaurdar les relíquies de Sant Abdó i Sant Senén. És a dir, que l'edifici s'origina el 1699 i s'acabaria el 1702 (data de la portada).
Segons la tradició aquestes relíquies havien arribat a Cadaqués a causa del naufragi d'un vaixell. En un document sense data que fou publicat a la "Marca Hispánica" i copiat, segons l'autor, d'un vell pergamí del monestir de Santa Maria d'Arles, publicà el text d'una acta de translació de les relíquies dels dos sants des de Roma al monestir de Sata Maria d'Arles es produí un miracle i pogué arribar al port de Cadaqués, a prop hi fou fundada la capella en honar dels sants Abdó i Senén en memòria del miracle. Precisa el dit autor que segons el "Martyrologio Hispano" el fet s'esdevingué durat el regnat de Carlemany. Evidentment el document és apòcrif.
La versió popular local de la llegenda situa el naufragi a la Punta des Vailet, que és un accident de la costa proper a l'ermita, al pas de ses Bugelles, el petit estret que hi ha entre l'illa de Portlligat-que tanca la badia- i terra ferma.
L'any 1790 el viatger Francisco de Zamora anomena encara l'ermita de St. Abdó i St. Senen i no pas de Sant Baldiri."Después de la ermita de San abdoón y San Senén, yendo a ella, hay Portlligat..."("Diario de los viajes hechos en Cataluña"Ed. del 1973, Curial, Barcelona, pag.350).